# Point Roberts
Point Roberts és una comunitat no-incorporada del comtat de Whatcom (és a dir administrada directament pel comtat), a l'Estat de Washington als Estats Units. Va ser fundada al segle xix per pescadors islandesos. Durant els temps de la Llei seca, va ser un santuari de gàngsters i contrabandistes.
Situat a la punta sud de la península de Tsawwassen, Point Roberts és un periclavament nord-americà : la comunitat és envoltada al nord per la Columbia-Britanica canadenca i pels altres costats per les aigües territorials nord-americanes; és doncs impossible unir-la per via terrestre des dels Estats Units sense passar pel Canadà.
Aquesta situació ve del fet que en aquest indret, el paral·lel 49 serveix de frontera entre els dos països. No es tracta d'altra banda d'una excepció, diverses zones similars existint al voltant del Lake of the Woods a Minnesota, essent-ne la més gran el Northwest Angle.